# ПравдаТУТ
ПравдаТУТ — колишній приватний столичний регіональний телеканал, історія якого розпочалась із Вишневого Київської області.
На сьогодні медіа група ПравдаТУТ налічує 4 телеканали і активно розвивається.

## Історія

### Інтернет-портал
У січні 2014 року Іван Гришин із командою однодумців запускають інформаційний інтернет-портал «ПравдаТУТ». За мету поставили висвітлювання актуальних подій у країні та світі шляхом публікування новин-заміток і тільки фактів. Найбільше уваги приділялось подіям на Євромайдані.
Одночасно з сайтом розпочинає роботу канал на YouTube, де публікуються відео революційних подій у Вишневому та Боярці у форматі «Без коментарів».

### Інформаційно-аналітична програма
У лютому 2014 року відео «Люстрація у Вишневому 3.0» включили до інформаційної програми «Тижневик Вишневого» (ТРК «Регіон»). Тоді виникає ідея самостійно компонувати інші новини про Вишневе, формат яких не буде диктувати місцева влада. КП «Інформ», яке знімає програму «Тижневик Вишневого», є підконтрольним місцевій владі.
З березня до липня 2014 року щочетверга та щонеділі о 20:30 в ефірі ТРК «Регіон» транслювалась «Інформаційно-аналітична програма „ПравдаТУТ“».

### Газета
Одразу з виходом на місцевому телеканалі інформаційної передачі, колектив агентства почав випускати друковане видання «Інформаційний вісник „ПРАВДАТУТ“», що складався з 8 сторінок, і виходив тиражем в 10 тисяч примірників щомісяця.
29 серпня 2014 року Державна реєстраційна служба України видала свідоцтво про державну реєстрацію друкованого засобу масової інформації Серія КВ № 20918-10718Р «Всеукраїнська інформаційна газета „ПравдаТут“». З того ж дня почала виходити газета об'ємом 12 сторінок та накладом в 100 тисяч газет щовівторка.

### Телеканал
1 вересня 2014 року телеканал почав тестове мовлення в кабельних мережах Терра-Телеком та Maximum TV. 26 грудня 2014 року телеканал ПравдаТУТ отримав ліцензію (НР № 00379-м) строком на 10 років мовлення в кабельних мережах м. Вишневе, м. Боярка та с. Софіївська Борщагівка. Одночасно телеканал починає транслюватись в інших містах.
Навесні 2019 року виготовляла новини "Правда Тут Вінниччина" для ТРК "Вінниччина". Червень 2025 року припинив своє мовлення.

### Супутникова ліцензія
1 листопада 2015 року на засіданні Національної ради з питань телебачення і радіомовлення було видано ліцензію на супутникове мовлення ТОВ «ІА „ПРАВДАТУТ“». (НР № 00611-м). 16 листопада 2015 року телеканал почав супутникове мовлення на супутнику Amos 3.
З 1 червня 2017 року телеканал здійснює мовлення через супутник Amos 7.

### ПравдаТУТ Львів
30 березня 2017 року Національна рада з питань телебачення і радіомовлення дозволила ТОВ «Мультиплексресурс», що володіє ліцензією на місцеве цифрове ефірне мовлення в мультиплексі МХ-5 у Львові, змінити логотип «Захід новини» (медіа холдинг «Вести») на «ПравдаТУТ Львів» і внесла відповідні зміни до його ліцензії.
Це перший регіональний телеканал, що працює за стандартами Правда ТУТ: львівські новини, актуальні львівські проблеми та події.
3 грудня 2019 року телеканал «ПравдаТУТ Львів» змінив кінцевих бенефіціарів, по 50 % акцій тепер належать Олександру Островському та Василю Левицькому. 9 січня 2020 р. Національна рада з питань телебачення і радіомовлення погодила зміну, дозволивши внести зміни в ліцензії.

### Роман Скрипінта ПравдаТУТ
З липня 2017 року на телеканалі ПравдаТУТ почали транслюватися програми виробництва Skrypin.ua Була проведена маштабна промо кампанія, зіркою якої став песик Тоні.

### ПравдаТУТ Київ
6 липня 2017 року до складу групи телеканалів ПравдаТУТ увійшли компанії ТОВ "ТРК «Академія» та ТОВ "ТРК «Сатурн», які в комплексі стали телеканалом ПравдаТУТ Київ.
Телеканал здійснює мовлення на 27 ТВК в Києві (аналогове ефірне мовлення), на 43 ТВК в Києві (цифрове ефірне мовлення в фотматі DVB-T) та входить до усіх кабельних мереж Києва та області (універсальна програмна послуга). Мовлення у форматі 16:9 (FULL HD).
Офіс редакції телеканалу знаходиться в центрі міста (бульвар Лесі Українки, 26а).
Це київський місцевий телеканал, який працює за стандартами мовлення ПравдаТУТ. Містить багато місцевого контенту — новини, інтерв'ю з відомими людьми, новини спорту, культури та інше. Також на каналі можна побачити супутниковий контент та контент, вироблений іншими регіональними каналами, що мовлять за стандартом ПравдаТУТ.
А наприкінці червень 2025 року припинив своє мовлення.

### Концепція розвитку регіональних телеканалів, що мовлять за стандартом ПравдаТУТ
Команда медіагрупи займається розвитком регіональних телеканалів по регіонах. Гарним прикладом роботи медіагрупи є телеканал ПравдаТУТ Львів (ТОВ «Мультиплексресурс»).
Згідно зі статистичними даними, 70 % усіх телеглядачів дивляться національні телеканали, а 30 % усіх телеглядачів дивляться місцеві телеканали. Національних телеканалів більше 50, а місцевих — зазвичай 3-4 канали. Тому в більшості регіонів боротися з малобюджетними місцевими каналами за частку з 30 % глядачів легше, ніж за частку з 70 % глядачів загальнонаціональних телеканалів. І в кінцевому випадку можна невеликою ціною вийти на 5-15 % телеглядачів, що, для прикладу, набагато більше, ніж частка «112 каналу» в будь-якому регіоні.

## Покриття

### Супутникове мовлення
| Супутник        | Частота, МГц | Швидкість | Поляризація       | FEC |
| --------------- | ------------ | --------- | ----------------- | --- |
| AzerSpace (46º) | 11095        | 30000     | H (горизонтальна) | 5/6 |

### Ефірне цифрове мовлення
Ефірне покриття телеканалу ПравдаТУТ у Києві та Київській області на 43 ТВК (DVB-T) та 27 ТВК (аналог).

### Кабельні та IPTV мережі
Київ та Національні мережі
1. Юнікаст-Інвест (Тріолан)
2. Воля-Кабель
3. БЕСТ
4. Divan.tv
5. Локал.нет (Київ)
6. Кіт-ТВ (Київ)
7. Українські новітні телекомунікації ЮНТС (Київ)
8. Тіса (Київ)
9. Лямбда нетворк (Київ)
10. Космонова (Київ)
11. Галина (Київ)
12. Науково- виробниче об'єднання «Інформаційні технології» (Київ)
13. Місто-ТВ (Київ)
14. IPnet (Київ)

Київська область
1. ІМА (Вишневе)
2. Ультра (Вишгород)
3. МедіаДім (Славутич)
4. Рось Телеком (Біла Церква)
5. ТРК «Переяслав» (Переяслав)
6. Кабельне Телебачення Богуслав
7. Кристал Телеком
8. Максимум-нет (Києво-Святошинський район)
9. ТРК Васильків
10. Телекомпанія БРОВАРИ
11. ЕКТА-Бровари
12. Ларта (Біла Церква)
13. Миронівська Побутрадіотехніка
14. Галина (Боярка)
15. Бест (Ірпінь, Буча та інші)
16. «Фоп» — Бровари
17. ТБ-нет (Ірпінь)
18. Фаст Телеком (Фастів)
19. Українські новітні телекомунікації
20. Кабельний телецентр (Петропавлівська Борщагівка)
21. Рубікон (Васильків)
22. Тріолан (Бровари)
23. Жалубак (Переяслав)
24. Пролінк (Бородянка)

Дніпропетровська область
1. Тріолан
2. МирТВ (Орджонікідзе)
3. ТК КОМЕТА (Жовті Води)

Житомирська область
1. «Комсервіс» (Овруч)

Рівненська область
1. Тріолан

Вінницька область
1. Телестудія «Світоч» (Ямпіль)

Чернігівська область
1. Телерадіокомпанія «Текс» (Прилуки)

Полтавська область
1. Тріолан
2. Воля-Кабель (з 15.12.2015)
3. Лубно КТБ (Лубни)
4. Орбіта (Миргород)
5. Сетілайт (Кременчук)

Сумська область
1. Юнікаст–Інвест (Тріолан)
2. Череда.нет: (Суми)
3. ТРК Лебедин: (Лебедин)
4. «Термінал — Шостка» (Кролевець, Шостка)
5. Телекомунікаційна компанія «Плазма» (Охтирка)
6. ТРК РАДІОСЕРВІС: (Конотоп)
7. Телерадіокомпанія КТ «Ідеал»: (Ромни)
8. Телерадіокомпанія «Майбуття»: (Суми)
9. Телерадіокомпанія РКТ-2: (Ромни)
10. Телерадіокомпанія ТВК: (Охтирка)
11. Телерадіокомпанія ТВ-ком: (Глухів, с. Полошки)
12. СІТБ: (Суми, Білопілля, Тростянець)
13. Контент трейдінг: (Суми)
14. Альтернатива ТВ: (смт. Свеса, Шостка)

Харківська область
1. Тріолан
2. Українські новітні телекомунікації (Харків)

## Програми телеканалу
- Новини та Правда тижня
- LoungeNews — культурні новини країни. Музичні дебюти, кінопрем'єри та подробиці життя відомих людей
- LoungeTime — інтерв'ю з відомими та знаменитими
- Вектор Економіки — останні новини економіки України та світу
- Новини спорту — усі спортивні події у фокусі нашої уваги
- Поговоримо — бесіди з тими, хто керує країною. Їхні думки, погляди та плани
- Паралелі — інтерв'ю з важливими людьми. Оцінки та коментарі подій країни та світу
- Точка погляду
- Ранковий фреш — ранкова інформаційно-розважальна програма
- Хіт-парад Топ 9+1 — музичний чарт
- Без коментарів
- Кіно, яке не має кордонів